# صوفيا تايلور
صوفيا تايلور (بالإنجليزية: Sophia Taylor)‏ هي سفرجات نيوزيلندية، ولدت في 2 يوليو 1847 في كايتيا ‏ في نيوزيلندا، وتوفيت في 24 يناير 1930 في Mount Albert, New Zealand ‏ في نيوزيلندا.